# Аватар: Последњи владар ветрова (стрипови)
Шаблон:Infobox comics meta series
Стрипови Аватар: Последњи владар ветрова званични су наставак оригиналне анимиране телевизијске серије Ницкелодеон, Аватар: Последњи владар ветрова, коју су креирали Мајкл Данте ДиМартино и Брајана Конецка. Серија укључује Изгубљене авантуре, објављене од 2005. до 2011. године, смештене између епизода оригиналне серије, и графичке романе трилогије, објављене од 2012. године, постављене неколико година након оригиналне серије. Повезани стрип наставак, који се одиграо седам деценија касније, Легенда о Кори, почео је да излази 2017. године. Стрипови Аватар: Последњи владар ветрова и Легенда о Кори још увек нису преведени на српски језик.

## Кратке приче

### Бесплатно издање Дана стрипа
Од 2011. постоје четири кратка стрипа Аватар: Последњи владар ветрова или Легенда о Кори на  бесплатним понудама Дана стрипа Дарк Хорсе Комикса .
| Наслов      | Датум       | Прича                          | Уметност          | Боје          | ФЦБД издање                                                            |
| ----------- | ----------- | ------------------------------ | ----------------- | ------------- | ---------------------------------------------------------------------- |
| "Реликвије" | 7. мај 2011 | Јохан Мат </br> Џошуа Хамилтон | Јохан Мат         | Хје Јунг Ким  | Аватар: Последњи владар ветрова/ Ратови звезда: Ратови клонова         |
| "Опоравак"  | 4. мај 2013 | Гене Луен Jанг                 | Рајан Хил         | Рајан Хил     | Ратови звезда / Капетан Поноћ/ Аватар: Последњи владар ветрова         |
| "Шкољке"    | 3. мај 2014 | Гене Луен Jанг                 | Фејт Ерин Хикс    | Kрис Питер    | Аватар: Последњи владар ветрова / Itty Bitty Hellboy / Juice Squezeers |
| "Сестре"    | 2. мај 2015 | Гене Луен Jанг                 | Kарла Спид МekНил | Џен Манлеj Ли | Аватар: Последњи владар ветрова/ Plants vs. Zombies / Bandette         |

### Изгубљене авантуре
Графички роман Аватар: Аватар: Последњи владар ветрова - Изгубљене авантуре је колекција одавно одштампаних, омиљених фанова стрипова претходно објављених у часопису Nickelodeon Magazine и између 2005. и 2011. године. Такође укључује издање Дана бесплатног стрипа „Реликвије“ и потпуно нове стрипове. Објављена 15. јуна 2011. године, реч је о антологији која укључује двадесет и осам прича различитих писаца и уметника, од којих су многи радили на оригиналној анимираној серији. 

### Приче о аватарима Тима Аватар
Аватар: Последњи владар ветрова - Приче о аватарима Тима Аватар је друга антологијска књига која прикупља приче о Дану бесплатног стрипа 2013–2015, заједно са потпуно новим причама. Књига је објављена 2. октобра 2019.  Креатори су Гене Луен Jанг, Дејв Шејт, Сара Гетер, Рон Кертге, Кику Хaгс, Фејт Ерин Хикс, Рајан Хил, Kарла Спид МekНил, Литл Kорвус и Kони Jованиниз.

## Графичке новеле
Дарк Хорс Комикс објавио је серију графичких романа који служе као наставак телевизијске серије Аватар: Последњи владар ветрова. Састоји се од трилогија и самосталних графичких романа.  Првих пет прича написао је Гене Луен Jанг, а нацртао их је уметнички тим Гурихиру. У децембру 2018. Фејт Ерин Хикс преузела је улогу писца, а Петер Вартман као уметника. 
| Наслов                                   | Датум              | Прича                                               | Скрипта        | Уметност      | Боје         | Напомене      |
| ---------------------------------------- | ------------------ | --------------------------------------------------- | -------------- | ------------- | ------------ | ------------- |
| Обећање                                  | 26. јануар 2012    | Мајкл Данте ДиМартино Брајан Конецко Гене Луен Jанг | Гене Луен Jанг | Гурихиру      | Гурихиру     | [ 5 ]         |
| Обећање                                  | 30. мај 2012       | Мајкл Данте ДиМартино Брајан Конецко Гене Луен Jанг | Гене Луен Jанг | Гурихиру      | Гурихиру     | [ 6 ]         |
| Обећање                                  | 26. септембaр 2012 | Мајкл Данте ДиМартино Брајан Конецко Гене Луен Jанг | Гене Луен Jанг | Гурихиру      | Гурихиру     | [ 7 ]         |
| Пoтрага                                  | 20. март 2013      | Мајкл Данте ДиМартино Брајан Конецко Гене Луен Jанг | Гене Луен Jанг | Гурихиру      | Гурихиру     | [ 8 ]         |
| Пoтрага                                  | 10. јул 2013       | Мајкл Данте ДиМартино Брајан Конецко Гене Луен Jанг | Гене Луен Jанг | Гурихиру      | Гурихиру     | [ 9 ]         |
| Пoтрага                                  | 30. октобaр 2013   | Мајкл Данте ДиМартино Брајан Конецко Гене Луен Jанг | Гене Луен Jанг | Гурихиру      | Гурихиру     | [ 10 ]        |
| Прекид                                   | 5. март 2014       | Мајкл Данте ДиМартино Брајан Конецко Гене Луен Jанг | Гене Луен Jанг | Гурихиру      | Гурихиру     | [ 11 ] [ 12 ] |
| Прекид                                   | 16. јул 2014       | Мајкл Данте ДиМартино Брајан Конецко Гене Луен Jанг | Гене Луен Jанг | Гурихиру      | Гурихиру     | [ 13 ]        |
| Прекид                                   | 18. новембaр 2014  | Мајкл Данте ДиМартино Брајан Конецко Гене Луен Jанг | Гене Луен Jанг | Гурихиру      | Гурихиру     | [ 14 ]        |
| Дим и сенка                              | 6. октобaр 2015    | Мајкл Данте ДиМартино Брајан Конецко Гене Луен Jанг | Гене Луен Jанг | Гурихиру      | Гурихиру     | [ 15 ]        |
| Дим и сенка                              | 29. децембaр 2015  | Мајкл Данте ДиМартино Брајан Конецко Гене Луен Jанг | Гене Луен Jанг | Гурихиру      | Гурихиру     | [ 16 ]        |
| Дим и сенка                              | 12. април 2016     | Мајкл Данте ДиМартино Брајан Конецко Гене Луен Jанг | Гене Луен Jанг | Гурихиру      | Гурихиру     | [ 17 ]        |
| Север и Југ                              | 28. септембaр 2016 | Мајкл Данте ДиМартино Брајан Конецко Гене Луен Jанг | Фејт Ерин Хикс | Гурихиру      | Гурихиру     | [ 18 ]        |
| Север и Југ                              | 25. јануар 2017    | Мајкл Данте ДиМартино Брајан Конецко Гене Луен Jанг | Фејт Ерин Хикс | Гурихиру      | Гурихиру     | [ 19 ]        |
| Север и Југ                              | 26. април 2017     | Мајкл Данте ДиМартино Брајан Конецко Гене Луен Jанг | Фејт Ерин Хикс | Гурихиру      | Гурихиру     | [ 20 ] [ 21 ] |
| Неравнотежа                              | 18. децембaр 2018  | Мајкл Данте ДиМартино Брајан Конецко Фејт Ерин Хикс | Фејт Ерин Хикс | Питер Вартман | Рајан Хил    | [ 22 ]        |
| Неравнотежа                              | 14. мај 2019       | Мајкл Данте ДиМартино Брајан Конецко Фејт Ерин Хикс | Фејт Ерин Хикс | Питер Вартман | Аделе Матера | [ 23 ]        |
| Неравнотежа                              | 1. октобaр 2019    | Мајкл Данте ДиМартино Брајан Конецко Фејт Ерин Хикс | Фејт Ерин Хикс | Питер Вартман | Аделе Матера | [ 24 ] [ 25 ] |
| Катара и гусарско сребро                 | 13. октобaр 2020   | Фејт Ерин Хикс </br> Тим Хедрик                     | Фејт Ерин Хикс | Питер Вартман | Аделе Матера | [ 3 ]         |
| Академија за владања металом Тоф Беифонг | 17. фебруар 2021   | Фејт Ерин Хикс                                      | Фејт Ерин Хикс | Питер Вартман | Аделе Матера | [ 26 ]        |
| Усамљена Суки                            | 27. јул 2021       | Фејт Ерин Хикс                                      | Фејт Ерин Хикс | Питер Вартман | Аделе Матера | [ 27 ]        |